# Georgia Dome
Le Georgia Dome était un stade couvert à dôme de football américain situé près du Georgia World Congress Center et du Centennial Olympic Park dans le centre-ville d'Atlanta, en Géorgie.
De 1992 à 2017, c'était le stade des Falcons d'Atlanta de la National Football League. De 1997 à 1999, ce fut le parquet provisoire des Hawks d'Atlanta de la National Basketball Association en attendant la construction de la Philips Arena.
Le Georgia Dome avait une capacité de 71 250 places pour le football américain, environ 75 000 pour les concerts et entre 53 000 et 40 000 pour le basket-ball selon la configuration. Le stade disposait de 4 604 sièges de club, 164 suites de luxe et 8 Super Suites.

## Histoire
Domicile des Falcons d'Atlanta depuis 1992, le Georgia Dome est le plus grand stade à toit soutenu par câble au monde.
À partir de 1984, la construction d'un nouveau terrain de football américain était en projet. L'équipe jouait alors au Atlanta-Fulton County Stadium depuis sa création en 1966. En 1988 les négociations s'intensifièrent puis l'année suivante, le projet d'un ouvrage à dôme fut approuvé par l'état, le conseil municipal d'Atlanta, et la Commission du comté de Fulton. Les travaux débutèrent officiellement le 22 novembre 1989.
Le Georgia Dome fut accompli pour le début de la saison NFL 1992 après 859 jours de travaux et sa construction coûta 214 millions de dollars. Les Falcons d'Atlanta jouèrent pour la première fois dans leur nouvelle maison le 6 septembre 1992, devant plus de 70 000 spectateurs.
Parmi les grands événements, le stade fut l'hôte de deux Super Bowls : XXXIV (2000) et XXVIII (1994), de plusieurs College Bowls tels que le Chick-fil-A Bowl, du Final Four basket-ball NCAA en 2007, et des épreuves de basket-ball, de handball et de gymnastique lors des Jeux olympiques d'été de 1996.
Les Hawks d'Atlanta ont battu le record d'affluence pour une rencontre de la National Basketball Association le 27 mars 1998 avec 62 046 spectateurs.
Le 14 mars 2008, au cours du tournoi masculin de basket-ball de la Southeastern Conference, une tornade provoqua la déchirure du toit de l'édifice. Le dôme était percé en deux endroits et le match de quart de finale entre l'Alabama et Mississippi State fut retardé pendant 1 heure et 3 minutes. Les rencontres suivantes furent reportées au lendemain. À la suite des dégâts résultants, le reste du tournoi fut déplacé dans le Alexander Memorial Coliseum.
Le 3 avril 2011, le Georgia Dome aura l'honneur d'accueillir le plus gros show annuel de la WWE, WrestleMania XXVII. Ce show est d'ailleurs celui du record d'affluence au Georgia Dome d'Atlanta avec 71 617 spectateurs, ce qui représente plus que tous les évènements précédents ayant eu lieu dans ce stade.
Le Dome est démoli le 20 novembre 2017 à l'aide de 2 270 kg d'explosifs, arrangés de sorte à produire une implosion du bâtiment et de préserver les bâtiments proches de celui ci, dont le Mercedes-Benz Stadium. L'implosion est streamée en direct sur internet.

## Description
Trois niveaux de rangées de sièges entourent le terrain de jeu. Le toit se compose de 130 panneaux de fibre de verre recouvert de Teflon. Le Georgia Dome a beaucoup d'agréments comme plusieurs aires de restauration, le In-Zone Restaurant, le Kickers Sports Bar, Millers Lodge, et plus de 4 604 sièges de club et 164 suites de luxe. Après la saison 2002, la surface du stade a été changée d'Astroturf en Fieldturf.

## Informations techniques
La structure est située sur 37 200 m² de terre; le dôme a une taille de 82,5 mètres, d'une longueur de structure de 227 mètres, d'une largeur de structure de 185 mètres, et d'une surface couverte totale de 9 490 m². Le dôme est le plus grand stade à toit soutenu par câble dans le monde. Son toit est fait en tissu revêtu de téflon et de fibre de verre (solide et léger) et a une aire de 34 800 m². De son accomplissement jusqu'à l'ouverture le 31 décembre 1999 du Dôme du millénaire de Londres, c'était la plus grande structure à dôme de tout type dans le monde. Après la saison 2002, la surface du stade a été changée d'Astroturf en Fieldturf.

## Événements
- Chick-fil-A Bowl, depuis 1992
- Super Bowl XXVIII, 30 janvier 1994
- SEC Championship Game, depuis 1994
- SEC Men's Basketball Tournament, 1995, 1998 à 2000, 2002, 2004, 2005, 2007, 2008
- Jeux olympiques d'été de 1996[2]
  - Basket-ball aux Jeux olympiques d'été de 1996
  - Gymnastique artistique aux Jeux olympiques d'été de 1996
  - Handball aux Jeux olympiques d'été de 1996 (dont les finales)
- WCW Monday Nitro (The Fingerpoke of Doom), 4 janvier 1999
- TD Jakes MegaFest, 30 juillet 1999
- Super Bowl XXXIV, 30 janvier 2000
- ACC Men's Basketball Tournament, 8-11 mars 2001, 2009 et 2012
- Final Four basket-ball NCAA, 2002,2007 et 2013
- Final Four basket-ball NCAA féminin, 2003 et 2013
- FIRST Robotics World Championships, depuis 2004
- Sugar Bowl, 2 janvier 2006
- Drum Corps International Atlanta - The Southeastern Championship, juillet 2006
- WrestleMania XXVII, 3 avril 2011
- Concert de Guns N' Roses (Not in This Lifetime... Tour), 27 juillet 2016
- Concerts de Beyoncé (The Formation Word Tour), 1er mai & 26 septembre 2016

## Galerie

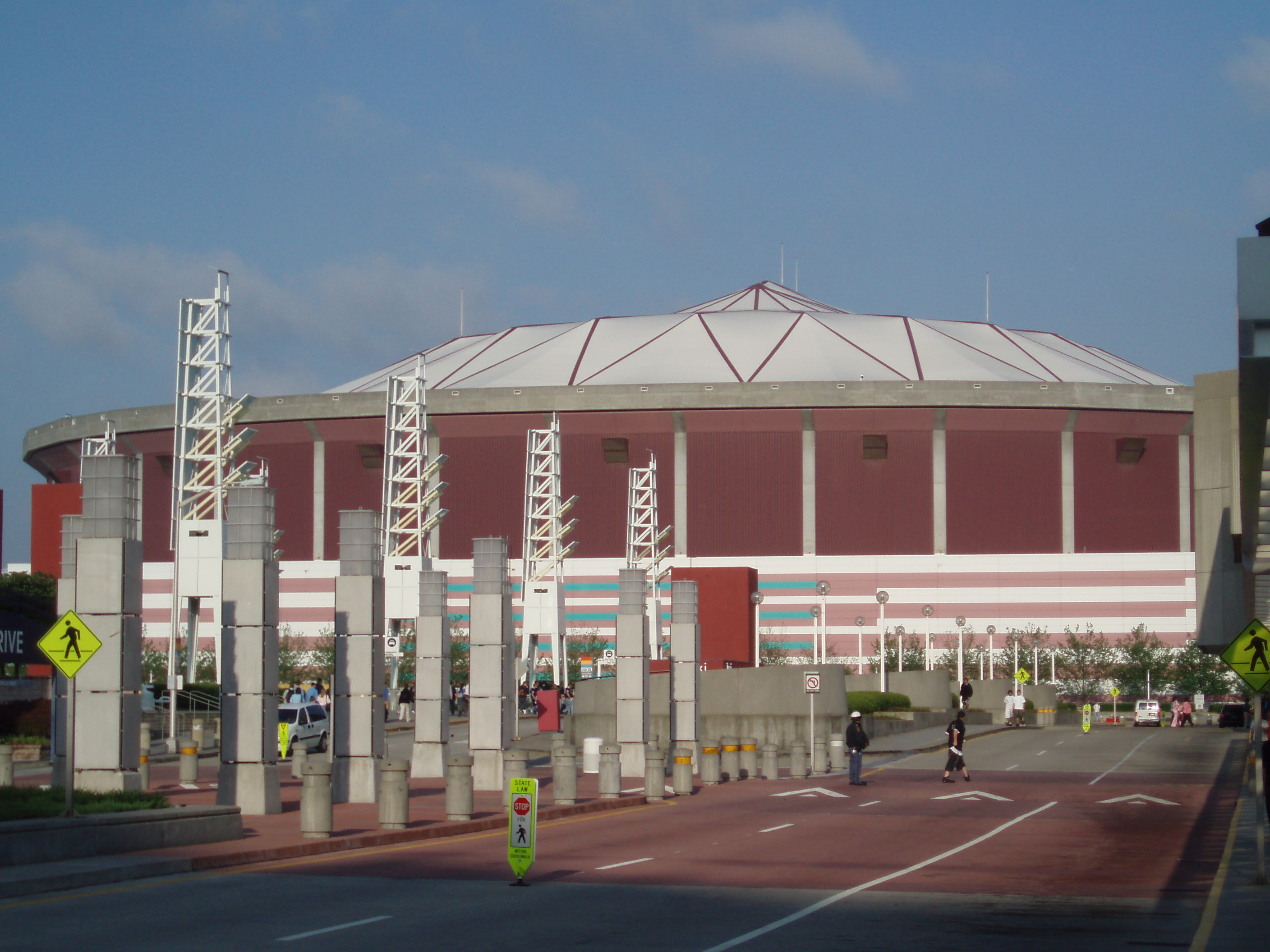
Georgia Dome
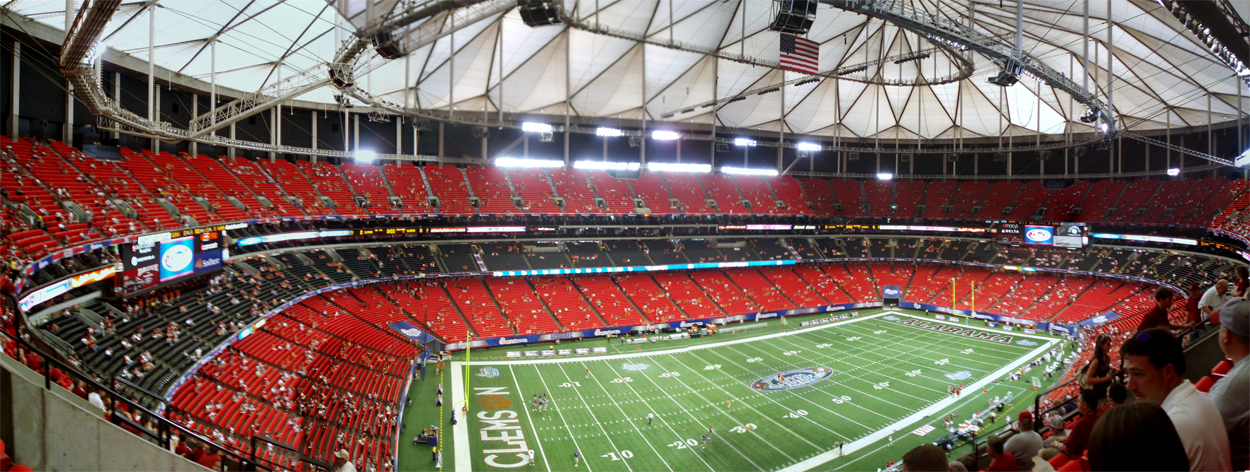
Panorama intérieur
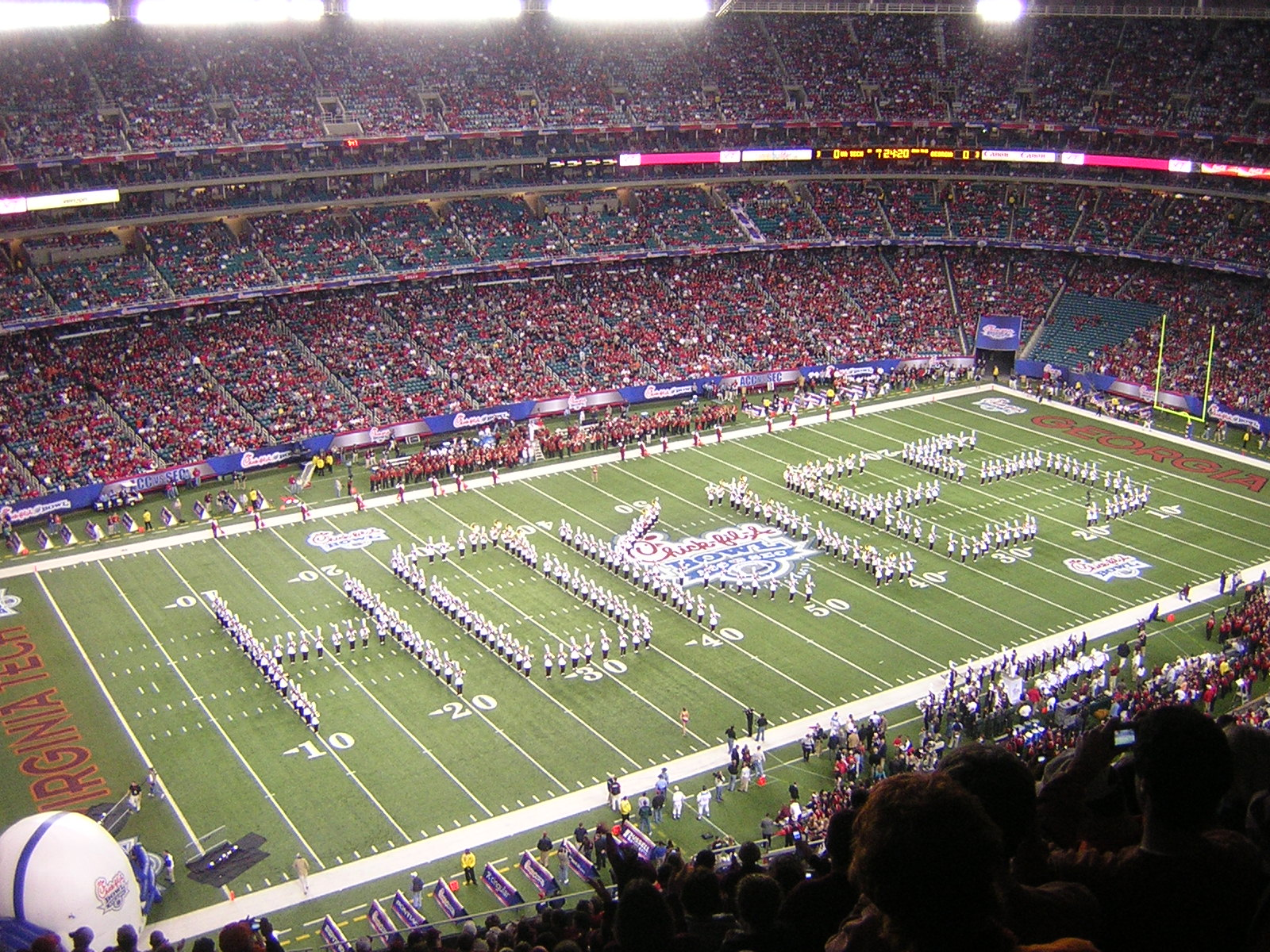
Chick-fil-A Bowl (2006)
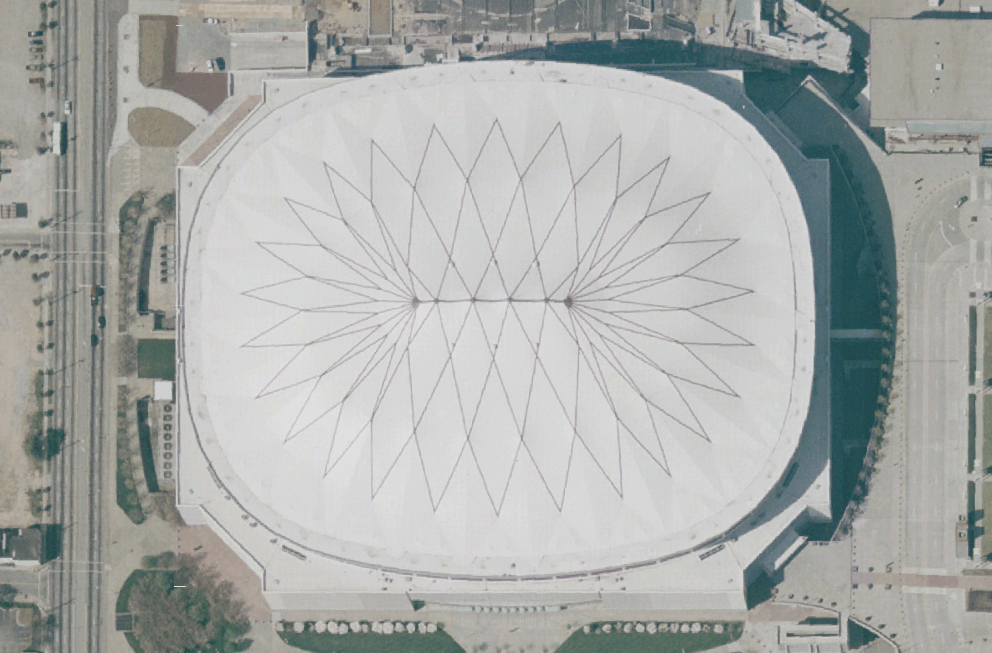
Image satellite